# Jaime Rico Salazar
Jaime Rico Salazar (n. Anserma, Colombia; 15 de julio de 1937 - San José de Costa Rica, 9 de junio de 2023) fue un escritor, historiador e investigador musical colombiano.

## Trayectoria
Formó parte de la banda musical de la Escuela Sucre, durante 18 años trabajó como visitador médico en Colombia y otros 18 años los pasó en Costa Rica, donde fundó varias academias de guitarra. Llegó a ser un experto en ritmos populares latinoamericanos, especialmente del bolero. Investigó la obra de Alfonso Ortiz Tirado, recopiló información durante dos años viajando a Cuba, Argentina, México y Costa Rica. Fundó y dirigió la revista "Nostalgias musicales" de la que lanzó nueve números, y logró restaurar decenas de obras musicales de antaño para ponerlas a disposición del público. Rescató del olvido al compositor y músico vallecaucano Pedro Morales Pino. En sus últimos años vivió en Costa Rica, donde falleció en 2023

## Obra literaria
- Las canciones más bellas de Costa Rica
- Los instrumentos de la orquesta sinfónica, 1980?
- Las canciones más bellas de Panamá
- Las canciones más bellas de Colombia, 1984
- Las melodías más bellas de la zona andina de Colombia, 1984
- La vida y las canciones de Carlos Gardel, 1985
- Las baladas más bellas de la zona Andina de Colombia
- Cien años de boleros: su historia, sus compositores, sus interpretes y 500 boleros inolvidables, 1987 (seis ediciones)
- Carlos Gardel: su vida y sus canciones, en el centenario de su nacimiento, diciembre 10 de 1890, diciembre 10 de 1990, 1991
- La canción colombiana: su historia, sus compositores, sus mejores intérpretes y sus canciones, 2004
- Diccionario de la canción popular de Colombia
- Biografía del doctor Alfonso Ortiz Tirado
- Pedro Morales Pino y La Lira Colombiana con Wills y Escobar, 2013